# Acacia emilioana
Acacia emilioana é uma espécie de leguminosa do gênero Acacia, pertencente à família Fabaceae.